# 阿布当日
阿布当日（法語：Haboudange，法語發音：[abudɑ̃ʒ]）是法国摩泽尔省的一个市镇，属于萨尔堡-萨兰堡区。

## 地理
阿布当日（48°53'26"N, 6°36'43"E）面积10.5 平方千米，位于法国大東部大區摩泽尔省，该省份为法国东北部内陆省份，是洛林的一部分，西南接默尔特-摩泽尔省，东临下莱茵省，北与卢森堡和德国接壤。
与阿布当日接壤的市镇（或旧市镇、城区）包括：阿尚、贝朗日、比利永库尔、武埃堡、达兰、佩旺日、里什、索特泽兰。

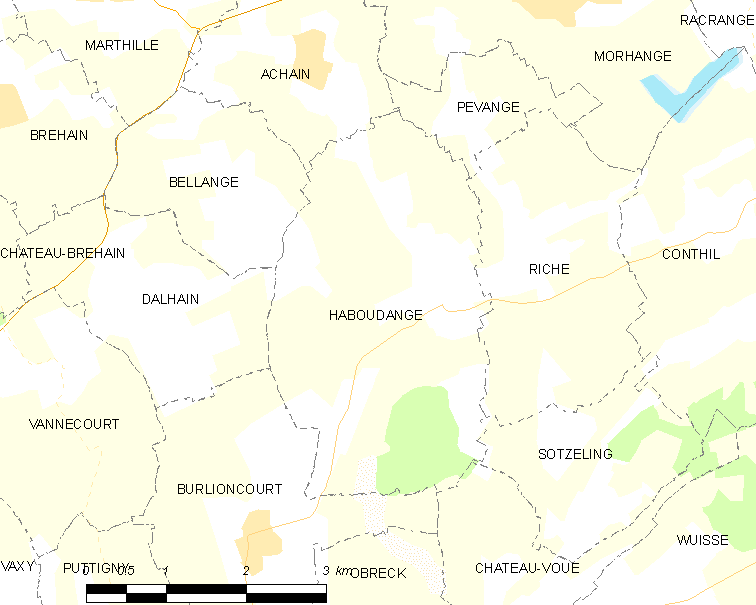
阿布当日的OSM定位图

阿布当日的时区为UTC+01:00、UTC+02:00（夏令时）。

## 行政
阿布当日的邮政编码为57340，INSEE市镇编码为57281。

## 政治
阿布当日所属的省级选区为索努瓦县。

## 人口

1962-2008年间阿布当日人口变化图示

阿布当日于2022年1月1日时的人口数量为231人。